# Prix Fox
Le prix Fox est un prix belge organisé par l'enseigne Fox & Cie et Le Soir récompensant les jeux de société. La première édition a eu lieu le 16 septembre 2021.
Lors de chaque édition du prix Fox, 5 catégories récompensent ainsi 5 jeux. Les jeux ainsi primés doivent correspondre à certains critères prédéfinis tels qu'une édition de qualité ainsi que des illustrations qualitatives.

## Catégories
Lors de ce prix, 5 catégories ont été définies par Fox & Cie afin de permettre au plus grand nombre le jeu qui pourrait leur convenir. La première catégorie est la catégorie Chenapan, qui concerne les jeux pour enfants jusque 7 à 8 ans. La seconde catégorie est la catégorie Déjantés qui concerne les jeux d'ambiance. La troisième catégorie, nommée catégorie Audacieux, concerne les jeux qui ont un côté engagé ou intrépide. La catégorie Indestructible est la pénultième catégorie qui reprend les jeux "tout public". La dernière catégorie, nommée catégorie Rusés, reprend les jeux initiés ou experts.

## Les Palmarès
Les cinq lauréats de la première édition : Prix FOX & Cie 2021
- Catégorie des Chenapans : La Maison des Souris (Théo Rivière & Elodie Clément, Gigamic)

- Catégorie des Déjantés : [Kosmopoli:t] (Florent Toscano et Julien Prothière, Jeux Opla)
- Catégorie des Rusés : Everdell (James A. Wilson, Matagot)
- Catégorie des Indestructibles : Codex Naturalis (Thomas Dupont, Bombyx)
- Catégorie des Audacieux : Le Dilemme du Roi (Hjalmar Hach et Lorenzo Silva, IELLO)

Les cinq lauréats de la seconde édition : Prix FOX & Cie 2022
- Catégorie des Chenapans : Moonlight Heroes (Wilfried et Marie Fort, Haba)
- Catégorie des Déjantés : Secret Identity (Johan Benvenuto, Funnyfox)
- Catégorie des Rusés : Dune Imperium (Paul Dennen, Lucky Duck Games)
- Catégorie des Indestructibles : 7 Wonders Architects (Antoine Bauza, Repos Production)
- Catégorie des Audacieux : Les Aventures de Robin des Bois (Michael Menzel, IELLO)